# Psyco
Psyco — JIT-компилятор языка Python, изначально разработанный Армином Риго (Armin Rigo), в дальнейшем поддерживался и развивался Кристианом Тисмером (Christian Tismer). В настоящее время проект является закрытым. О прекращении поддержки Psyco объявлено 12 марта 2012 года.
Psyco работает в Unix-подобных ОС, Windows, Mac OS X на 32-разрядных Intel-совместимых процессорах. Psyco написан на C и генерирует только x86-код. Развитием проекта Psyco является PyPy, который включает в себя интерпретатор и компилятор, который может генерировать код на C и превосходит Psyco по кросс-платформенной совместимости.

## Увеличение скорости
Psyco может заметно ускорить приложение. Реальные значения производительности во многом зависят от применения и варьируются от небольшого замедления до 100-кратного ускорения. Среднее увеличение скорости, как правило, находится в диапазоне от 1,5 до 4 раз, что делает характеристики Python близкими к таким языкам, как Smalltalk и Scheme, но все же медленнее, чем компилируемые языки, такие как Fortran, C и некоторые языки, использующие JIT (C# и Java).
Psyco можно использовать даже двумя строчками кода:

import psyco

psyco.full()

Эти команды импортируют модуль Psyco и позволяют оптимизировать весь скрипт. Этот подход лучше всего подходит для коротких скриптов, но демонстрирует минимальный объем работы, достаточный для применения Psyco к существующей программе.

## Дальнейшая разработка
17 июля 2009 года Кристиан Тисмер объявил, что ведётся работа над Psyco V2.